# تاشا غوری
تاشا غوری (انگلیسی: Tasha Ghouri؛ زادهٔ ۱۱ اوت ۱۹۹۸) رقصنده، مدل و سلبریتی اینترنتی اهل بریتانیا است.